# Permissive Action Link

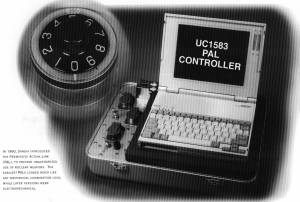
UC1583 PAL Controller (primi anni 1990), basato su un portatile Compaq LTE comunemente in commercio.

Un Permissive Action Link (PAL) è un dispositivo di sicurezza di controllo accessi per armi nucleari. Ha la funzione di escludere che un'arma nucleare venga armata o fatta detonare in modo non autorizzato.
La definizione dello United States Department of Defense è:
I primi PAL erano poco più che lucchetti introdotti nei sistemi di controllo e sparo di un'arma nucleare, che avrebbero dovuto inibire la detonazione, o la rimozione delle caratteristiche di sicurezza dell'arma. Le innovazioni più recenti annoverano parametri di sparo criptati, che devono essere decriptati per fare esplodere correttamente la testata, oltre a sistemi che intenzionalmente, se viene rilevato un tentativo di manomissione, fanno detonare in modo errato l'arma, rendendola inutilizzabile senza dar luogo ad un'esplosione nucleare.

## Storia

### Contesto

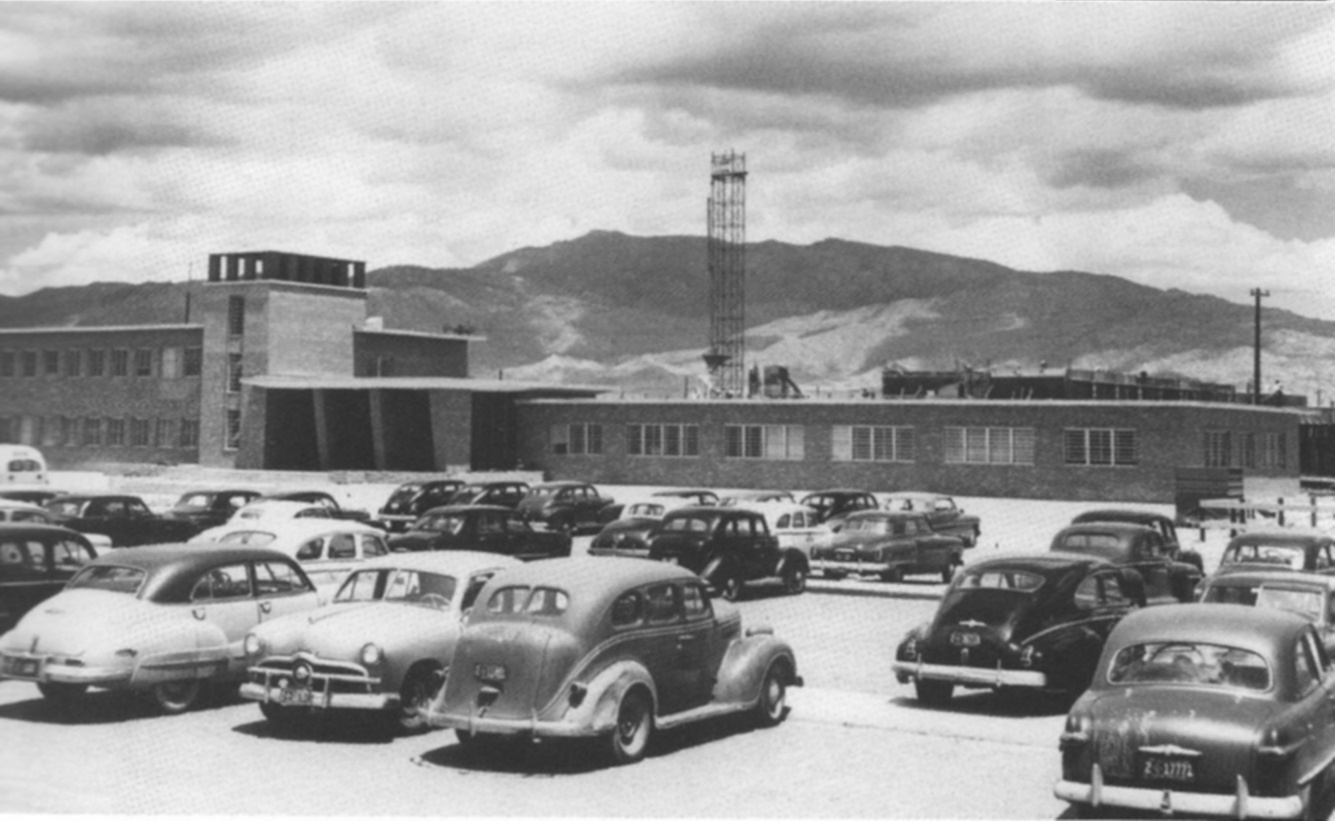
Sandia National Laboratories, 1951. Sandia fu fondamentale nell'iniziale sviluppo dei PAL.

I Permissive Action Link furono sviluppati negli Stati Uniti in un graduale processo a partire dal primo uso di armi atomiche nei primi anni 1960. È importante notare che nel 1953 la United States Atomic Energy Commission e il Department of Defense siglarono il Missiles and Rockets Agreement, che fu il viatico per lo sviluppo e la realizzazione dei PAL. Certi laboratori nazionali, sotto gli auspici della AEC, avrebbero sviluppato e prodotto armi nucleari, mentre la responsabilità per l'uso e il dispiegamento sarebbe rimasta delle forze armate. I laboratori inoltre erano liberi di condurre la loro ricerca nel campo del controllo e sicurezza delle armi. Ciò si fondava sul pensiero che se il governo fosse stato interessato ad un tale dispositivo la ricerca e lo sviluppo si prototipi sarebbe stato ben avanzato. All'inizio degli anni 1960, l'intenzione di usare un sistema del genere crebbe per ragioni sia politiche sia tecnologiche.
Le nuove armi avevano un funzionamento più semplice, venivano prodotte in massa ed erano meno scomode da armare ed usare rispetto ai progetti precedenti. Di conseguenza, c'era bisogno di nuovi controlli per evitarne l'uso non autorizzato. Quando negli anni 1960 la Guerra fredda arrivò ad un punto morto, i governi trovarono preferibile non lasciare l'uso di armi nucleari nelle mani di generali eventualmente infedeli, compreso il comandante dello Strategic Air Command (SAC). Senza Permissive Action Link, le armi nucleari erano praticamente nella disponibilità indipendente di numerosi generali.
(Generale Horace M. Wade, (al tempo subalterno del generale Power))
Per proteggere i suoi alleati NATO, gli Stati Uniti avevano disposto varie armi nucleari all'estero; queste armi erano perciò parzialmente sotto il controllo dello Stato alleato che li ospitava. Questo creava una particolare preoccupazione nel Congresso degli Stati Uniti, dato che questa carenza di controllo violava la legge federale. A ciò si aggiungeva che alcuni degli alleati erano considerati potenzialmente instabili — in particolare la Germania Ovest e la Turchia. C'era notevole preoccupazione che in uno di questi Paesi le disposizioni delle autorità civili del Paese ospitante potessero prevaricare le forze armate. Altresì, gli Stati Uniti sapevano che, in caso di guerra, parte della Germania Ovest sarebbe stata presto sopraffatta, e le armi nucleari ivi collocate sarebbero potute cadere in mani sovietiche.
A lungo le forze armate degli Stati Uniti si opposero all'uso dei PAL. Temevano la perdita di indipendenza e paventavano malfunzionamenti, che avrebbero potuto mettere fuori combattimento le testate nucleari in momenti di crisi. Ma i vantaggi dei PAL ne superavano gli svantaggi: grazie ai PAL le armi poterono essere distribuite in maggior misura in Europa, così da evitare una distruzione rapida e selettiva o la conquista da parte del blocco sovietico, e al contempo mantenendo il controllo USA sulle armi maggiormente diffuse.

### Sviluppo e distribuzione
I precursori dei Permissive Action Link erano semplici serrature a combinazione che erano installati sui sistemi di controllo delle armi nucleari, come l'ICBM Minuteman. Potevano svolgere diverse funzioni: alcune bloccavano la cavità attraverso cui venivano sparati i materiali nucleari per creare una reazione; altri bloccavano i circuiti; e alcuni semplicemente impedivano l'accesso al pannello di controllo. A scopo di collaudo, nel 1959 furono installati alcuni di questi meccanismi sulle armi dislocate in Europa.
Il lavoro sui prototipi PAL rimasero a bassi livelli fino al 1960. I Sandia National Laboratories (SAL) riuscirono a creare numerose nuove serrature a combinazione che si potevano adattare a tipi differenti di armi. Nella primavera del 1961 ci fu una serie di audizioni al Congresso, in cui i Sandia presentarono il prototipo di una speciale serratura elettro-meccanica, che allora erano ancora noto come "Proscribed Action Link".

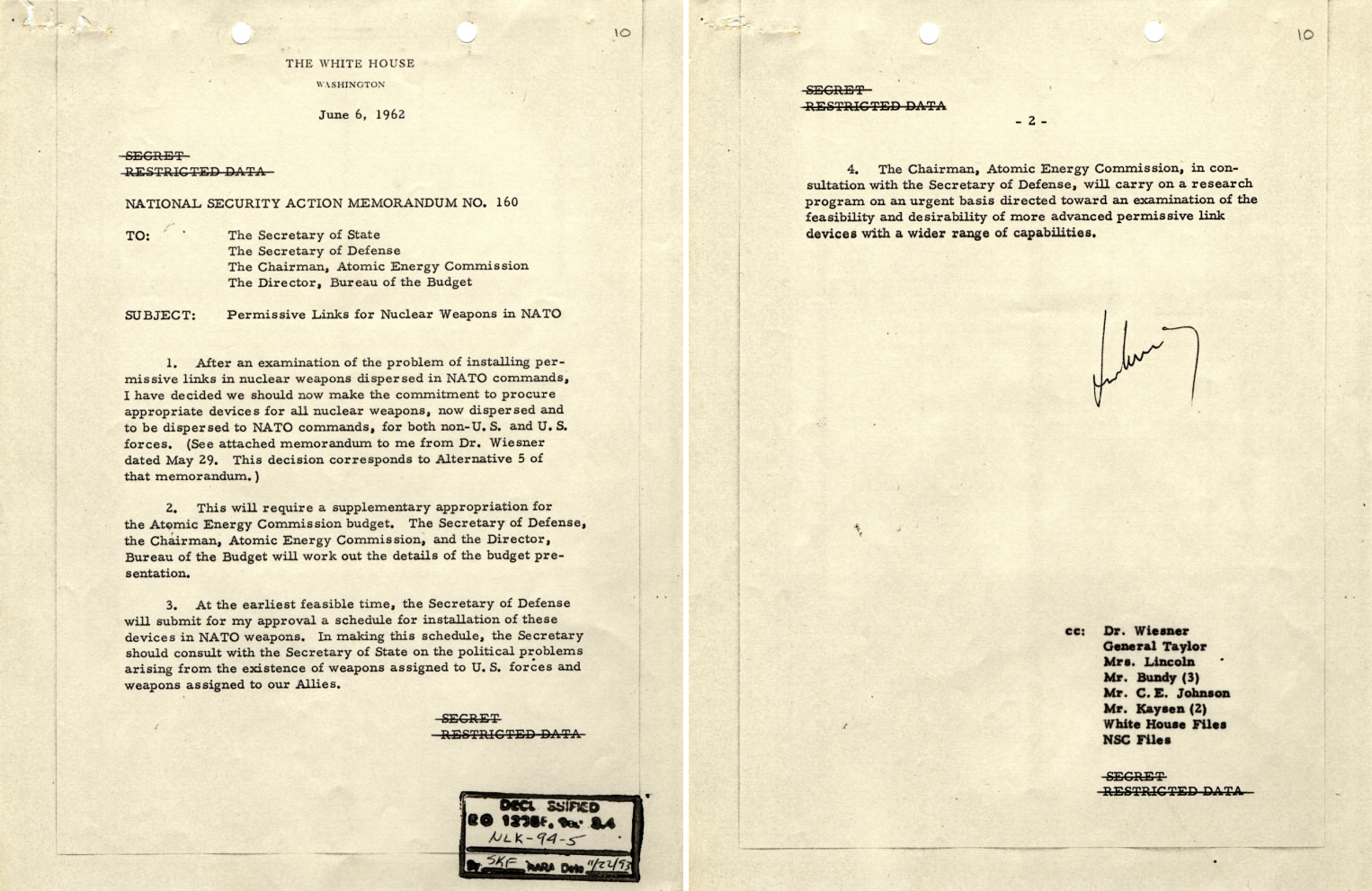
National Security Action Memorandum 160: introduzione di PAL su tutte le armi nucleari U.S.A. sotto comando NATO.

Nel giugno 1962 il presidente John F. Kennedy firmò il National Security Action Memorandum numero 160. La direttiva presidenziale ordinava l'installazione di PAL su tutte le armi nucleari U.S.A. in Europa. Tutte le altre armi nucleari U.S.A. furono escluse all'epoca. La conversione fu completata nel settembre 1962 per un costo di 23 milioni di dollari (194 milioni di $ del 2019).
Secondo l'esperto di sicurezza nucleare Bruce G. Blair, lo Strategic Air Command USAF temeva che nei momenti del bisogno i codici per attivare l'arsenale di ICBM Minuteman potessero non essere disponibili, così decise senza clamore di impostare i codici a 00000000 in tutti i centri di controllo per il lancio dei missili. Blair disse che le liste di controllo per il lancio dei missili contenevano un elemento che confermava questa combinazione fino al 1977. Un articolo del 2014 di Foreign Policy riferì che l'Air Force disse allo United States House Committee on Armed Services che "Non è mai stato usato un codice consistente di otto zeri per attivare un ICMB MM, come asserito dal dr. Bruce Blair".
La completa conversione ai sistemi PAL fu relativamente lenta. Nel 1974 il Segretario alla difesa USA James Schlesinger constatò che un gran numero di armi nucleari tattiche erano ancora sprovviste di Permissive Action Link, ancorché la tecnologia fosse già stata disponibile da un certo tempo. Ci volle un altro paio di anni prima che tutte le armi nucleari tattiche fossero equipaggiate di PAL. Nel 1981, quasi 20 anni dopo l'invenzione dei PAL, poco più di metà delle armi nucleari USA erano ancora equipaggiate solo di serrature meccaniche. Si dovette aspettare fino al 1987 perché fossero completamente sostituite.

### Modernizzazione e il presente
Negli anni i Permissive Action Link sono stati oggetto di continui manutenzione e aggiornamento. Nel 2002 i PAL sulle più vecchie bombe B61 furono sostituiti e aggiornati con nuovi sistemi per migliorare affidabilità e sicurezza, nel quadro di un programma per estendere la vita di servizio delle armi almeno fino al 2025.
Code Management System
L'anno 1985 vide lo sviluppo del Code Management System (CMS). Il CMS ha semplificato il controllo e la logistica per il personale e migliorato la flessibilità e la rapidità nel dispiegare e attivare le armi. I nuovi codici possono essere usati per rimodificare, bloccare, e gestire le armi, mentre la segretezza e la validità dei possibili ordini di lancio rimane assicurata. In totale, il CMS consiste di quattordici prodotti personalizzati (nove prodotti software e cinque hardware). I prodotti software furono sviluppati dai Sandia National Laboratories mentre l'hardware fu creato dalla National Nuclear Security Administration.
Il CMS fu pienamente operativo per la prima volta nel novembre 2001. Una parte del sistema, uno speciale processore crittografico inserito nelle armi nel 1997 aveva un potenziale problema di Millennium bug. Nella primavera del 2004, tutti i sistemi PAL erano equipaggiati con il Code Management System. È dunque la base generale per le future migliorie hardware e software dei Permissive Action Link.

## Caratteristiche
I Permissive Action Link sono alimentati da generatori a radioisotopi. Invece di una batteria convenzionale, questi generatori producono elettricità basata sul calore sviluppato dal decadimento radioattivo del plutonio-238. Sebbene l'emivita di 238Pu sia 87,7 anni, questi generatori hanno un intervallo di vita più breve. Questo dipende dalla pressurizzazione del generatore dall'elio prodotto dal decadimento alfa del plutonio combustibile.
I PAL sono anche collegato direttamente o indirettamente con numerose misure di sicurezza, che assieme formano un pacchetto di sicurezza completo. In genere, gli elementi dei sistemi PAL sono collocati ben all'interno del dispositivo nucleare. Questo rende quasi impossibile aggirare il sistema.
(Peter D. Zimmerman, fisico nucleare e ispettore di armi)
Sono stati installati dispositivi PAL su tutti i dispositivi nucleari dell'arsenale USA. La US Navy fu l'ultima a riceverli, e tutte le sue armi furono dotate di PAL nel 1996 o 1997.

### Regola dei due uomini

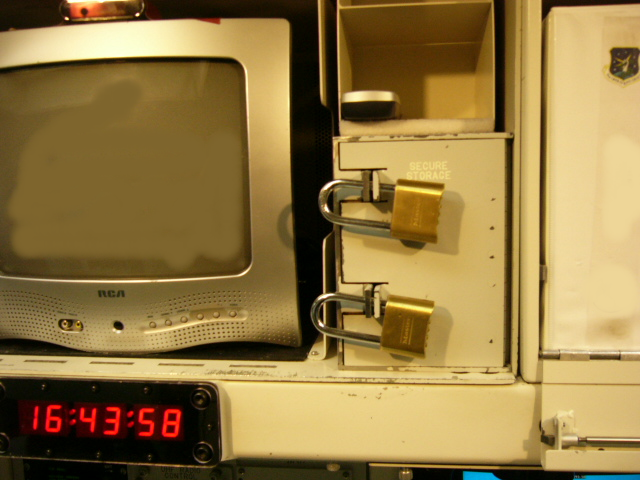
Questi due lucchetti fanno parte dell'applicazione della regola dei due uomini nella capsula di controllo di lancio di un ICBM Minutemen.

I PAL moderni usano la regola dei due uomini, concepita per evitare il lancio accidentale o illecito di armi nucleari per mano di un individuo.
Per esempio, in un sottomarino lanciamissili balistici (SSBN), perché l'ordine di lancio sia valido devono assentire sia l'ufficiale comandante (CO) sia l'ufficiale esecutivo (XO), e poi autorizzare reciprocamente il lancio nei confronti del loro personale operativo. Invece di avere un altro soggetto che conferma un lancio di missile come nel caso di ICBM terrestri, l'insieme di chiavi è distribuito tra il personale dirigente del sottomarino e tenuto in casseforti (ciascuno di questi membri dell'equipaggio ha accesso solo alle proprie chiavi), alcune delle quali sono chiuse con serrature a combinazione. Nessuno a bordo ha la combinazione per aprire queste casseforti; la chiave di sblocco arriva assieme all'ordine di lancio da parte dell'autorità superiore.
Nel caso degli equipaggi di lancio del missile Minuteman, entrambi gli operatori devono essere d'accordo sul fatto che l'ordine di lancio sia valido confrontando il codice di autorizzazione dell'ordine con un Sealed Authenticator (una busta speciale che contiene un codice). I Sealed Authenticator sono conservati in una cassaforte che ha due serrature separate in modo che un singolo membro dell'equipaggio non possa aprire la cassaforte da solo. Entrambi i membri dell'equipaggio devono girare simultaneamente le quattro chiavi di lancio. Un'ulteriore salvaguardia consiste nella necessità che l'equipaggio di un altro centro di controllo del lancio di missili faccia lo stesso affinché siano lanciati i missili.

### Stronglink e weaklink

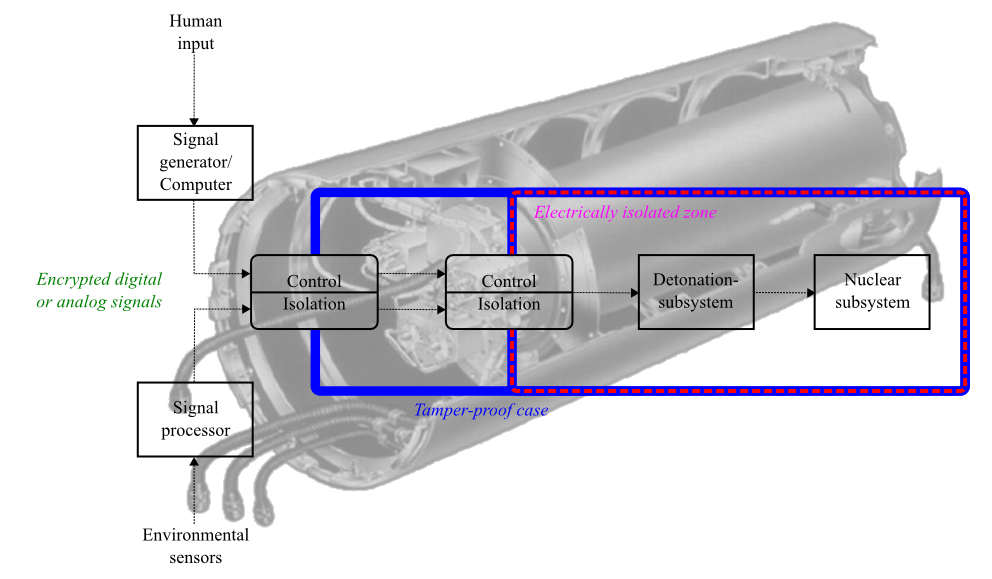
Illustrazione semplificata di alcuni meccanismi di sicurezza per armi nucleari.

Un'altra parte del progetto del PAL è l'inserimento di "stronglink" e "weaklink". Queste parole che vengono dal proverbio "una catena è forte tanto quanto il suo anello ("link") più debole", assicurano la resilienza all'attivazione accidentale attraverso danneggiamento. Gli stronglink comprendono l'irrobustimento di alcuni componenti e l'inclusione di munizioni insensibili in modo che non vengano aggirati da fuoco, vibrazione, o campi magnetici, lasciando il PAL vulnerabile allo scavalcamento dopo un tale danneggiamento. Da un altro lato, i componenti elettronici essenziali per l'attivazione dentro l'arma, come i condensatori, sono scelti in modo che cedano prima del dispositivo di sicurezza in caso di danneggiamento, garantendo che l'arma sia "a prova di cedimento" (fail-safe).

### Riconoscimento di segnale essenziale

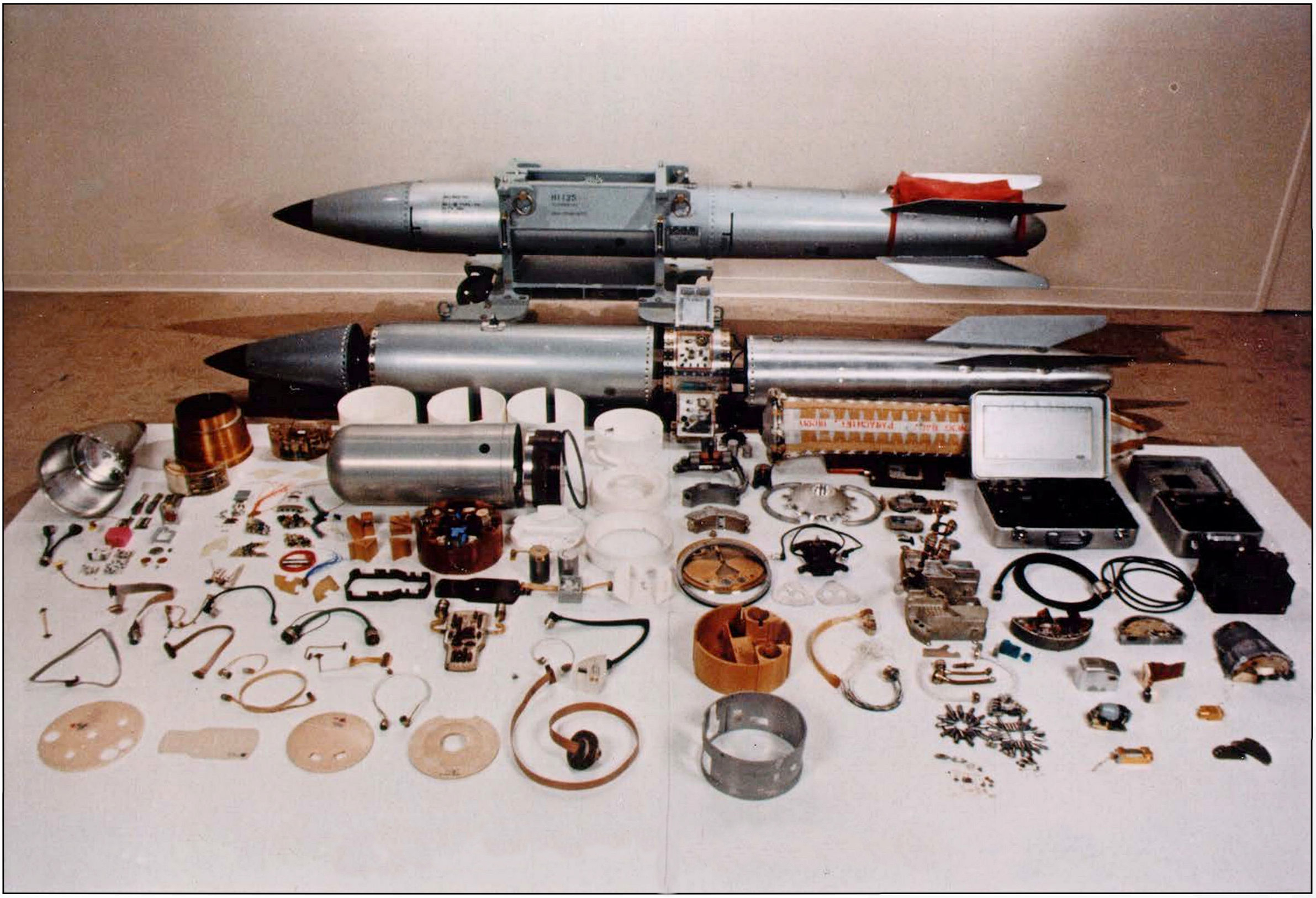
La bomba B-61 contiene 5919 parti, tra cui il suo PAL.

Le armi nucleari devono reagire ad uno specifico segnale di attivazione. Esso è passato all'arma da un generatore unico di segnale, situato fuori dall'arma. Il risultato è specifico e ben definito, evitando che approssimazione, imitazione, rumore (di fondo), o interferenza siano accettati come falso positivo.

### Environmental Sensing Device
L'Environmental Sensing Device (ESD) determina mediante sensori ambientali se un'arma è attiva nel suo ambiente di combattimento. Per esempio, in un ICBM, una testata nucleare sarebbe prima esposta ad una forte accelerazione, poi ad un periodo di caduta libera e poi un'ulteriore accelerazione quando la testata rientra nell'atmosfera. L'ESD determina i parametri esterni come curva di accelerazione, temperatura e pressione, e attivi l'arma solo quando questi dati ambienti sono percepito nel corretto ordine.
Gli ESD non sono esclusivi delle armi dotate di PAL e alcune armi, come la W25, hanno ESD pur non essendo equipaggiate con PAL.

### Tentativi limitati e disabilitazione non violenta
Si ritiene che i PAL moderni consentano un numero limitato di tentativi di inserire il codice prima che l'arma si blocchi, rendendo necessario portare l'arma a Pantex per la ricostruzione. Il sistema può anche comprendere un sistema di disabilitazione non violenta, con cui alcuni componenti interni dell'arma sono distrutti per ostacolare l'uso. Il sistema può rientrare nel sistema ordinario di blocco per numero limitato di tentativi, o può essere una funzionalità che viene attivata se la situazione locale lo richiede. Il sistema di disabilitazione non violenta può anche essere incorporato nel sistema anti-intrusione dell'arma, progettato per attivarsi se qualcuno tenta di accedere ad una delle zone di esclusione dell'arma allo scopo di aggirare il PAL dell'arma.

## Versioni

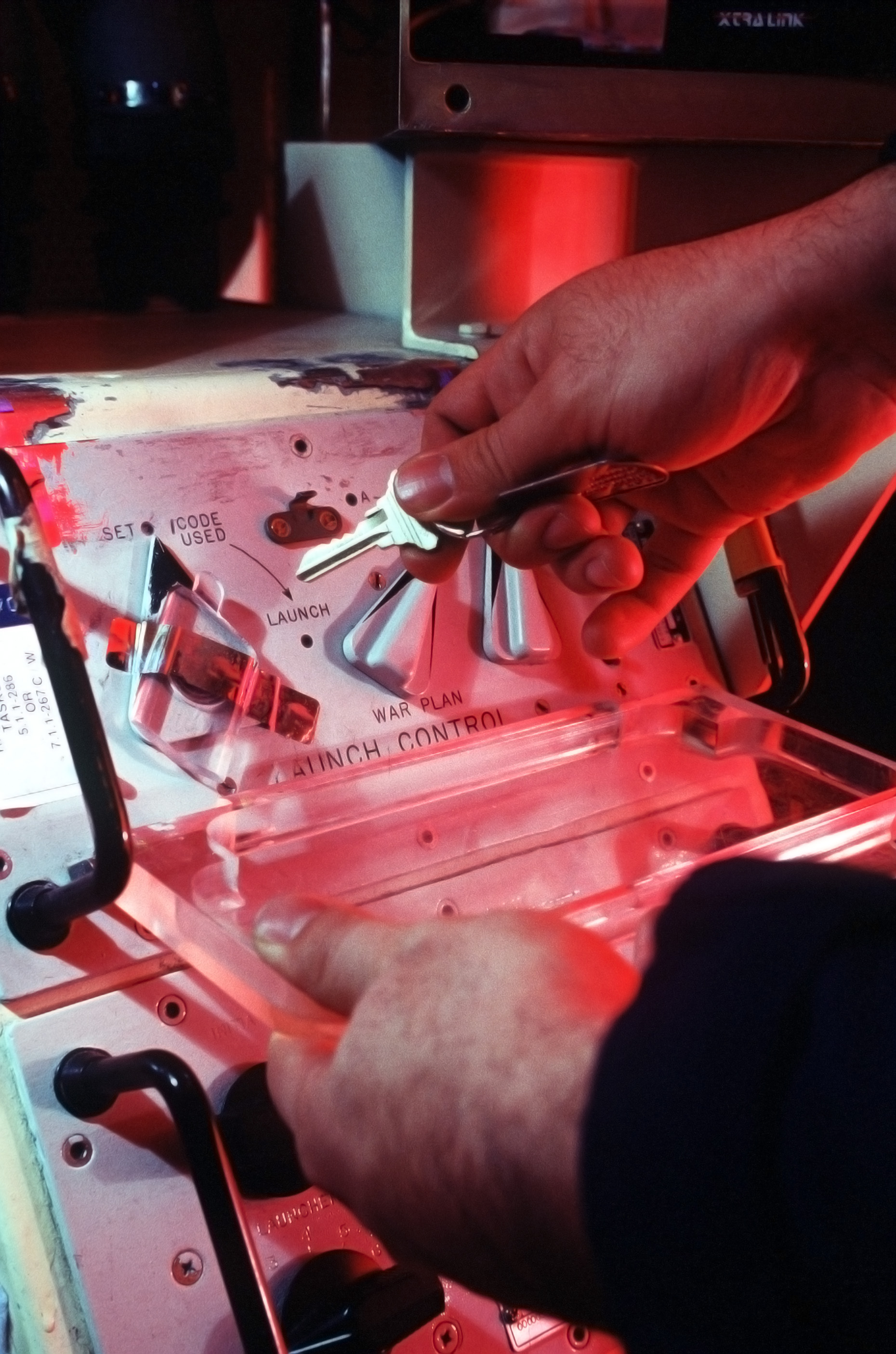
Simulazione del lancio di un missile Peacekeeper missile launch.

Nel corso degli anni il concetto e le caratteristiche dei PAL si sono evoluti, assieme alla lunghezza del codice di accesso. I PAL costruiti negli USA sono divisi in cinque categorie; tuttavia, i PAL più vecchi non erano classificati con una lettera di categoria.
| Categoria | Lunghezza codice | Descrizione |
| --------- | ---------------- | --- |
| –         | 3–4              | Serrature a combinazione con una sequenza di tre numeri. Le versioni successive usavano cinque numeri, in modo che il codice di accesso potesse essere diviso tra due persone, ognuna delle quali avrebbe conosciuto solo la metà della sequenza con un numero comunemente noto in mezzo.       |
| A         | 4                | Interruttori elettromeccanici progettati per i missili balistici. Il codice a quattro cifre veniva inserito nell'arma tramite un dispositivo elettronico portatile. |
| B         | 4                | Essenzialmente identici nella funzione alla categoria A, ma progettati con una tecnologia più recente. Inoltre, potevano essere attivati tramite un telecomando cablato, ed erano quindi utilizzati su armi lanciate da aerei.                                                                  |
| C         | 6                | Presentava un interruttore a 6 cifre, e permetteva solo limitati tentativi di codice prima del blocco. Tale comportamento è stato sperimentato in alcuni modelli tardivi di categoria B PAL. |
| D         | 6                | Tutte le caratteristiche della generazione precedente, ma permetteva anche l'inserimento di più tipi di codici, compresi quelli che potevano impostare il dispositivo su una modalità di allenamento o disattivare completamente l'arma.                                                        |
| F         | 12               | Espandono la lunghezza del codice a 12 cifre, e disabilitano l'arma oltre al blocco dopo una serie di tentativi falliti di inserimento del codice. Includono anche la capacità di controllare l'entità della reazione nucleare (la cosiddetta funzione dial-a-yield) e un arresto di emergenza. |

## Uso da parte di altri Stati
Zone libere da armi nucleari (NWFZ)
     Stati con armi nucleari
     Condivisione nucleare
     Altri firmatari NPT

Zone libere da armi nucleari (NWFZ)
Stati con armi nucleari
Condivisione nucleare
Altri firmatari NPT

L'aumento del numero di Stati con armi nucleari fu una causa di preoccupazione per gli Stati Uniti per ragioni analoghe alla spinta iniziale per i PAL. Gli Stati Uniti consideravano l'offerta delle proprie tecnologie PAL ad altri Paesi un passo necessario: se la tecnologia fosse stata tenuta segreta, avrebbe perso metà della sua possibile efficacia, dato che la potenza avversaria in un conflitto potrebbe non disporre di tali misure di sicurezza.
All'inizio degli anni 1970 la Francia fu tra i primi Stati a ricevere aiuti dagli Stati Uniti su questo delicato elemento della sicurezza nucleare. Il Trattato di non proliferazione nucleare (NPT) entrò in vigore nel 1970 e vietò ai membri del trattato (tra cui gli USA) di diffondere la tecnologia collegata allo sviluppo o al potenziamento di armi nucleari. Per non incorrere in tale divieto, gli USA escogitarono un'astuzia legale: "guida negativa". Gli scienziati nucleari francesi informavano regolarmente i loro colleghi USA sugli sviluppi francesi in fatto di PAL, e a loro volta gli scienziati USA spiegavano loro dove stavano sbagliando. Nel 1971, gli USA offrirono la loro tecnologia all'Unione Sovietica, che sviluppò un sistema simile.
Nei primi anni 1990, la Repubblica popolare Cinese chiese informazioni per sviluppare i propri PAL. L'amministrazione Clinton ritenne che per consentire avrebbe dovuto svelare ai cinesi troppe cose sui progetti d'arma americani, e così respinse la richiesta.
Dopo la dissoluzione dell'Unione Sovietica, l'Ucraina aveva sul suo territorio il terzo più grande arsenale di armi nucleari. Benché l'Ucraina controllasse fisicamente le armi, non aveva su di esse il controllo operativo, dato che dipendevano da un PAL elettronico russo, e dal sistema di comando e controllo nelle stesse mani. Nel 1994 l'Ucraina acconsentì alla distruzione delle armi, e aderì all'NPT.
Nel 2007 il governo britannico rivelò che le sue armi nucleari non erano dotate di Permissive Action Link. Invece, le bombe nucleari UK da lanciarsi da aerei venivano armate appena inserendo una chiave in una semplice serratura simile a quelle dei lucchetti antifurto per biciclette. Il Regno Unito ritirò tutte le bombe aviolanciabili nel 1998.

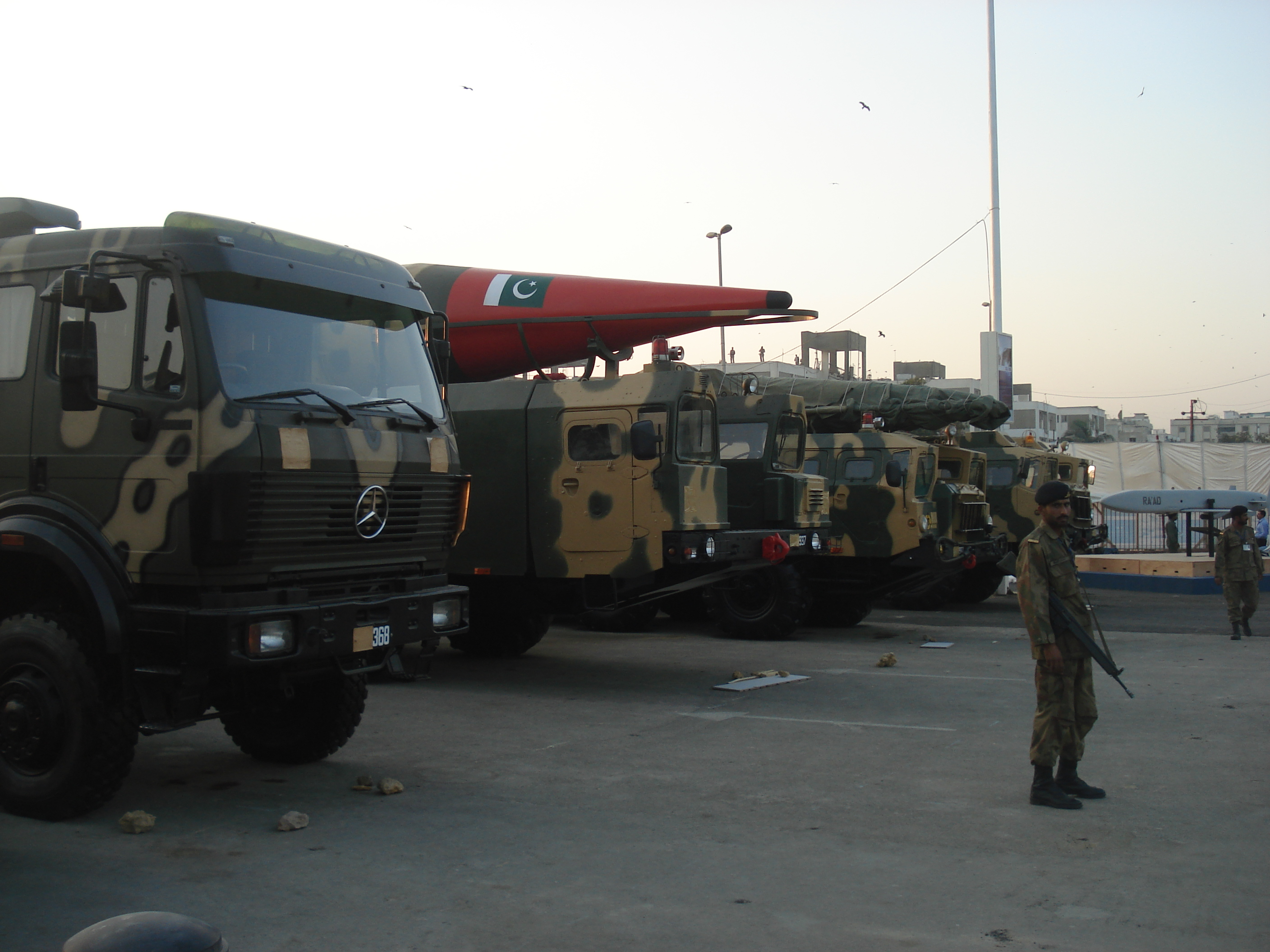
IRBM autocarrati pachistani in mostra alla manifestazione dell'industria militare IDEAS 2008 a Karachi Pakistan.

Le informazioni dettagliate sul progetto di sistemi PAL e relativo uso sono segrete, ma questi meccanismi sono stati offerti al Pakistan per proteggere le sue armi. Alla fine, gli USA decisero che fosse impossibile per ragioni legali; i pachistani a loro volta erano preoccupati che tale tecnologia sarebbe stata sabotata da un "interruttore killer" che gli USA potevano manovrare. Ad ogni modo, molti esperti nel campo della tecnologia nucleare nel governo USA sostenevano la pubblicazione del sistema PAL poiché consideravano l'arsenale del Pakistan come il più vulnerabile al mondo da azioni di gruppi terroristici.
(Harold Agnew, ex direttore del Los Alamos National Laboratory)
Nel novembre 2007, The New York Times rivelò che gli USA avevano investito 100 milioni di dollari dal 2001 in un programma segreto per proteggere l'arsenale nucleare del Pakistan. Invece di trasferire la tecnologia PAL, gli USA fornirono elicotteri, dispositivi per la visione notturna e per la rilevazione nucleare, oltre ad addestramento del personale pachistano per evitare il furto o l'uso improprio di materiale nucleare, testate nucleari e laboratori del Pakistan.